# Pero Escobar
Pedro Escobar (secolul al XV-lea), cunoscut și ca Pêro Escobar, a fost un navigator portughez, care a descoperit insulele       São Tomé și Príncipe împreună cu João de Santarém și Fernão do Pó în jurul anului 1470. Este menționat apoi ca participând alături de Diogo Cão la prima călătorie a acestuia din 1482 și ca pilot pe celebra caravelă Bérrio a lui Vasco da Gama din timpul primei expediții acestuia din 1497, care a parcurs distanța din Europa în India. De asemenea, Pedro Escobar a fost prezent și în misiunea condusă de Pedro Álvares Cabral care a condus la descoperirea Braziliei în 1500.
În 1471, pe când se afla în serviciul negustorului Fernão Gomes din Lisabona, care avea o concesiune pentru exploatarea și comerțul Golfului Guineea, Escobar a ajutat la descoperirea industriei aurului care va înflori în jurul orașului Elmina.